# Ulica Winiarska w Poznaniu
Ulica Winiarska – ulica na poznańskich Winiarach. Wraz z ulicami Obornicką (obecną Piątkowską) i św. Leonarda stanowiła główną oś założenia wsi Winiary, a potem (od 1925) tej dzielnicy Poznania. Stanowi drogę gminną o numerze 878483P i, w zależności od źródła, ma 472 lub 493 metry długości.

## Charakterystyka

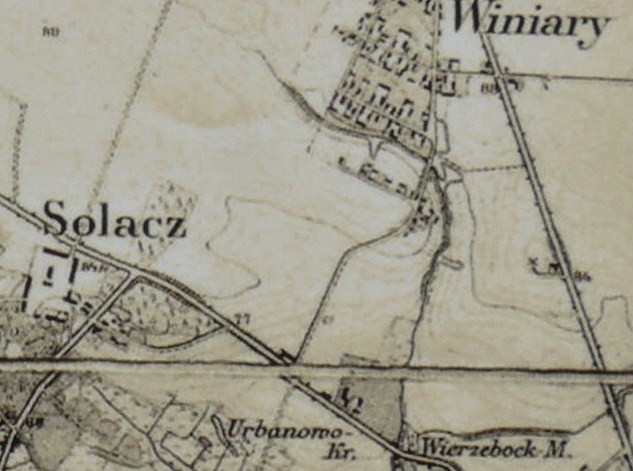
Wieś Winiary w początku XX wieku (ulica Winiarska na osi północ-południe w centrum zabudowy)

Do 1927 nosiła nazwę Długiej. Była główną arterią starych Winiar, gdyż ul. Obornicka była raczej drogą wylotową na Oborniki. To tutaj koncentrowało się społeczne życie mieszkańców wsi i późniejszej dzielnicy. Przy skrzyżowaniu z ul. św. Stanisława znajdowała się szkoła nr 17 powstała w 1854. Początkowo była dwujęzyczna, ale z czasem język polski usunięto z programu nauczania (kulturkampf), co było przyczyną strajku szkolnego w 1906. W okresie międzywojennym placówka dysponowała trzema budynkami w słabym stanie technicznym, aż do gruntownego remontu w latach 1931-1932. W 1936 wizytował ją minister Wojciech Świętosławski. W czasie okupacji obiekt zamknięto. Od 1961 była placówką koedukacyjną (od 1929 tylko dla chłopców - dziewczęta uczyły się w nowej szkole na Boninie). Rozebrano ją w 1979 w związku z budową Osiedla Winiary. W pobliżu szkoły stał pomnik poległych podczas powstania wielkopolskiego, I wojny światowej i wojny polsko-bolszewickiej (zburzony przez hitlerowców, odbudowany w 2021). Od 1935 ulicą Winiarską kursował tramwaj linii 11, łącząc Bonin ze Starym Rynkiem (do 1940), a potem z ulicą Palacza na Górczynie. W 1956 wybudowano pętlę pod kościołem św. Stanisława Kostki, a 8 lutego 1980 otwarto nową trasę winiarską, przedłużając torowiska do pętli piątkowskiej, w dużej części likwidując starą ulicę Winiarską (na jej osi położono tory). Obecnie ulica zaczyna się od skrzyżowania z ulicą Szydłowską (stoi tu gmach Instytutu Technologii Drewna) i biegnie na północ do ul. Widnej, za którą uzyskuje charakter traktu pieszego z dojazdem do jednej posesji (dawny sam spożywczy należący do PSS Społem). Od ul. Plebańskiej jest tylko chodnikiem wzdłuż torowisk tramwajowych. Charakter ulicy odzyskuje na małym odcinku przy skrzyżowaniu z ul. św. Leonarda. Następnie całkowicie zanika (piesza ścieżka wzdłuż torowisk), by ponownie zaistnieć jako ulica na końcowym odcinku za Alejami Solidarności przy biurowcach Futura i Jet Office. Ze starej zabudowy (liczne kamienice i domy z ogrodami) pozostało niewiele:
- domy i wille na odcinku Szydłowska - Widna,
- dawny dom katechetyczny i pierwsza kaplica winiarska pod numerem 52, dawniej Długa 14 (do 1932 Winiary nie posiadały kościoła i należały do parafii św. Wojciecha, msze odprawiano w tej kaplicy od 1923); w okresie międzywojennym działała tu również ochronka dla dzieci prowadzona przez Siostry Pasterki,
- kościół św. Stanisława Kostki,
- sam spożywczy z 1969 (wyburzony),
- trzy stare lipy wyznaczające miejsce dawnego pomnika poległych[4].

## Zabytki
Do rejestru zabytków wpisane są:
- willa – nr 32, lata 30. XX wieku,
- willa – nr 34, lata 30. XX wieku,
- dom – nr 38, lata 30. XX wieku[5].

## Galeria

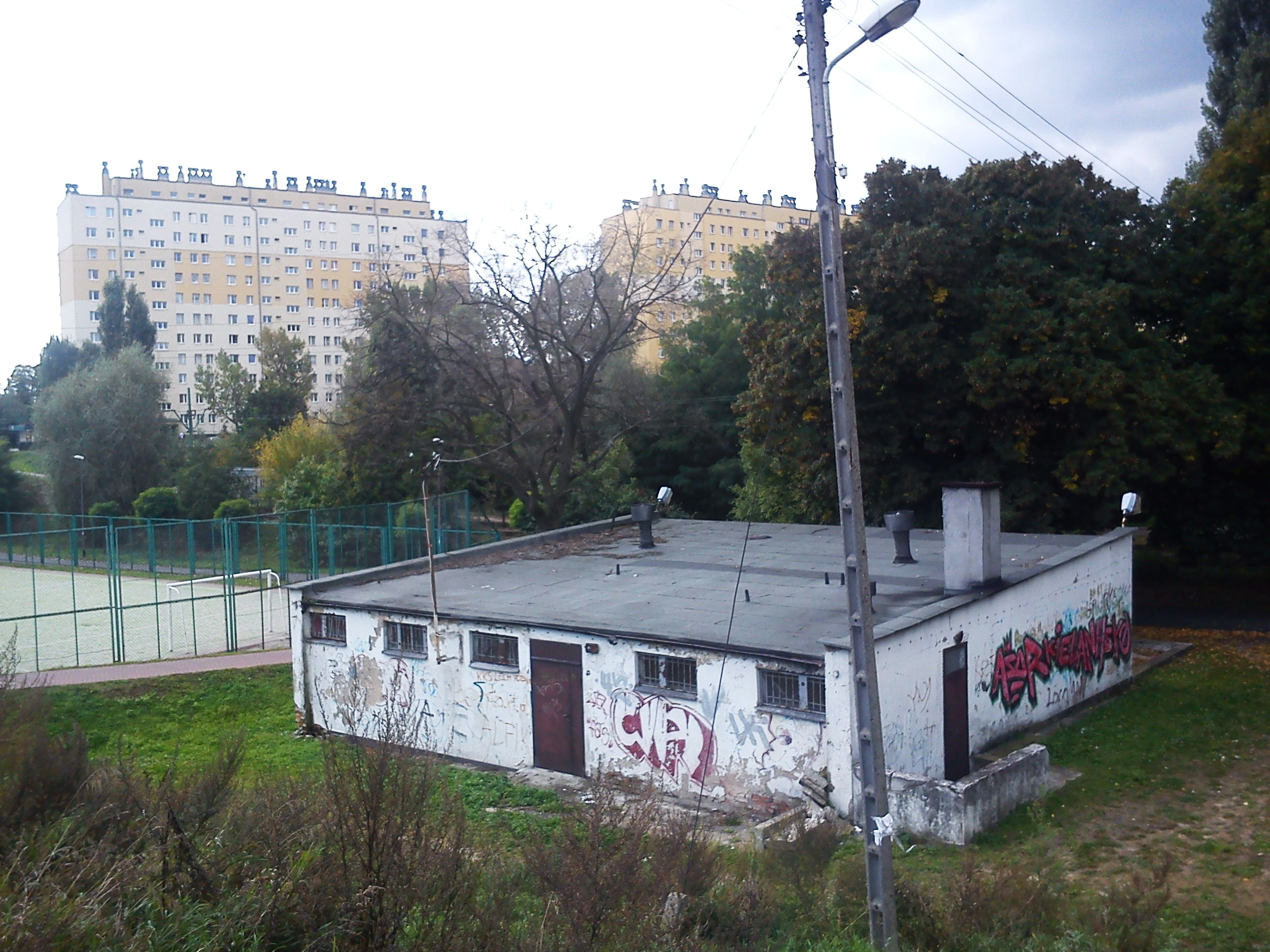
Dawny sam (1969)
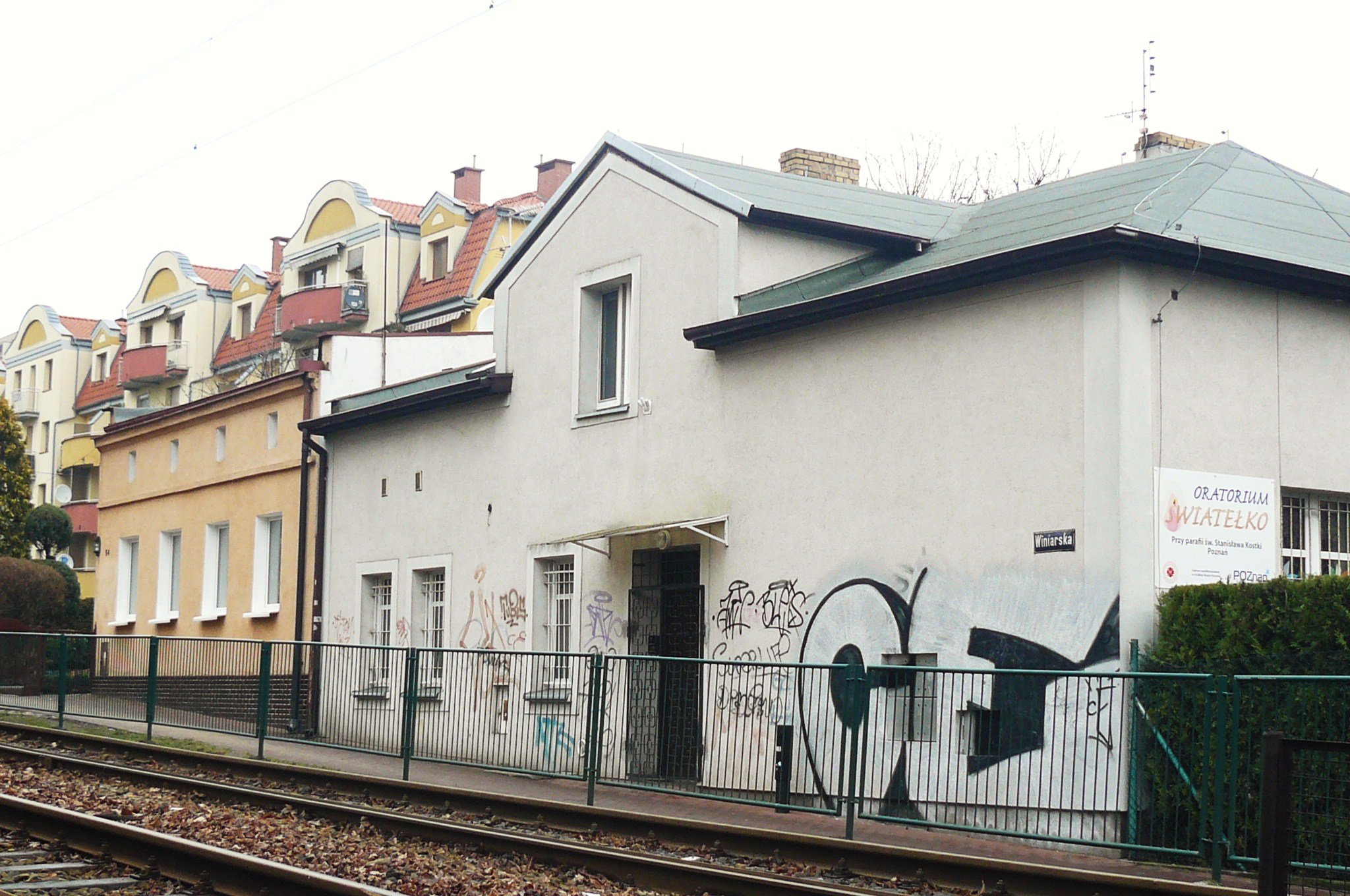
Stary dom katechetyczny
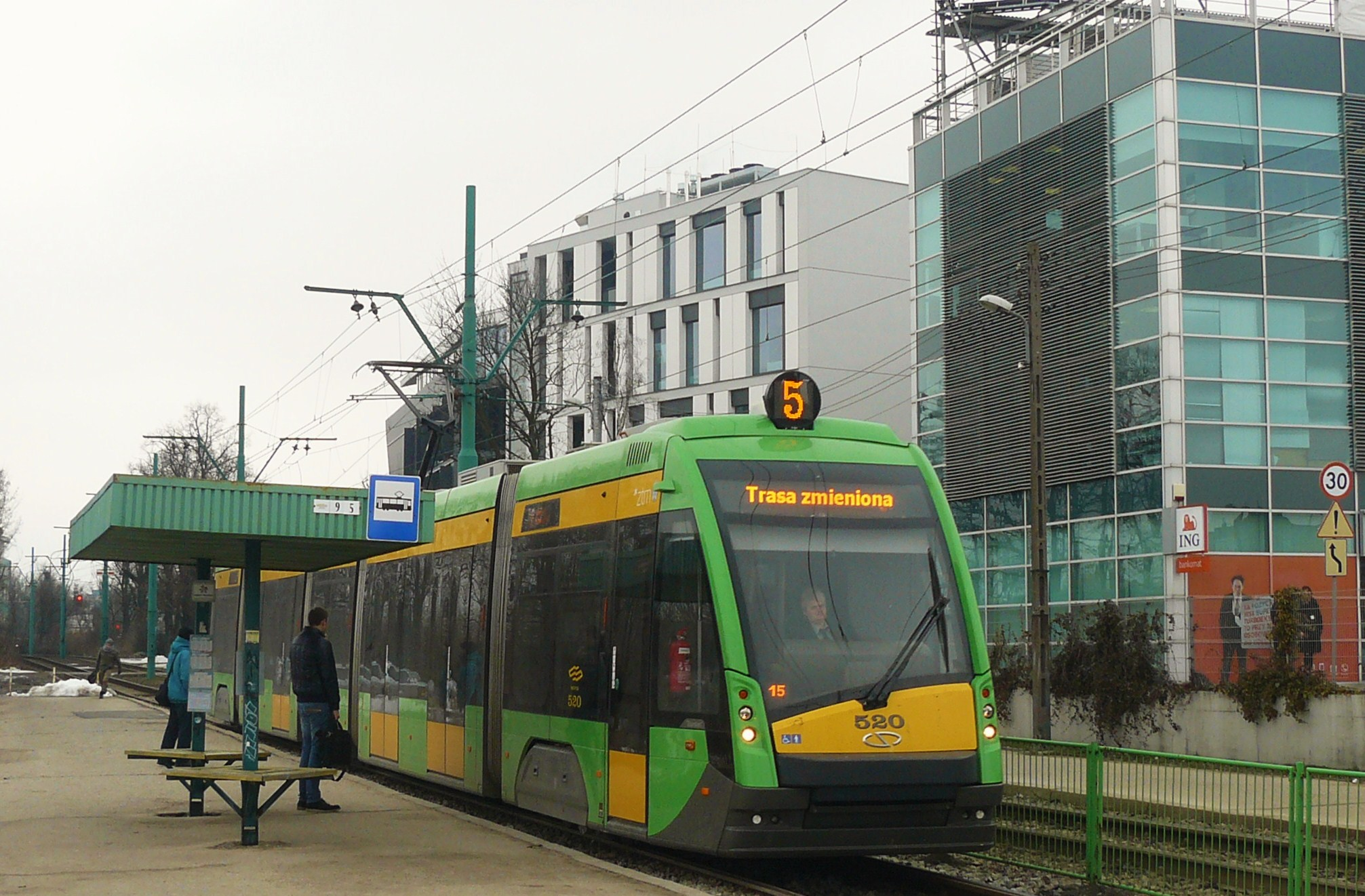
Odcinek północny
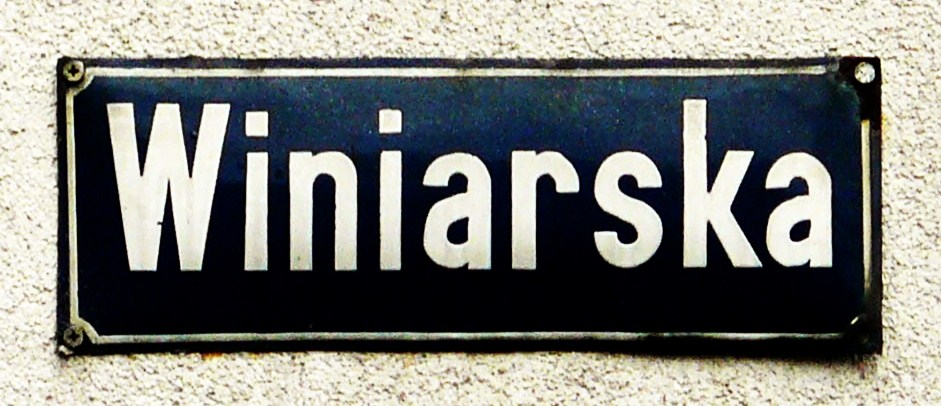
Tabliczka adresowa starego typu